# Giuseppe Betori
Giuseppe Betori (Foligno, 1947. február 25. –) olasz római katolikus pap, a Firenzei főegyházmegye nyugalmazott érseke, bíboros. 2001 és 2008 között az Olasz Püspöki Konferencia (CEI) főtitkára volt.

## Életrajz

### A kezdetek, tanulmányai
1970. szeptember 26-án szentelték pappá. A Gregoriana Pápai Egyetemen szerzett teológiai licenciátust, majd a Pápai Biblikus Intézetben doktorált biblikus teológiából. Miközben Foligno helyi plébániáin szolgált, biblikus professzor és az Assisi Teológiai Intézet dékánja; a Katolikus Akció egyházmegyei asszisztense; a Regionális Pasztorális Központ igazgatója; a folignói S. Carlo Intézet Ifjúsági Pasztorális Központjának asszisztense; az 1995-ben Palermóban tartott Egyházi Konferencia titkárságának koordinátora; a XV. Ifjúsági Világtalálkozó olasz bizottságának elnöke és a CEI Kateketikai Irodájának igazgatója is volt.

### Püspöki pályafutása
II. János Pál pápa 2001. április 5-én Betorit az Olasz Püspöki Konferencia főtitkárává és Falerone címzetes püspökévé nevezte ki. Püspökké 2001. május 6-án szentelték.
2005-ben Betori támogatta a homoszexuálisok felszentelésének tilalmát. Azt mondta, hogy ezt nem lehet „diszkriminációnak” nevezni, mert a papi hivatás „ajándék” és nem „jog”.
A CEI főtitkári kinevezését 2006. április 6-án újabb öt évre megerősítették.
XVI. Benedek pápa 2008. szeptember 8-án nevezte ki Betorit a Firenzei főegyházmegye érsekévé. A CEI főtitkáraként végzett szolgálatát 2008. szeptember 25-én fejezte be és másnap beiktatták Firenzében. A Toszkánai Püspöki Konferencia elnökévé 2009. február 10-én választották meg.
2011. november 5-én Betori túlélt egy feltételezett merényletet. Egy ismeretlen férfi szembeszállt vele az irodája előtt, lelőtte és megsebesítette a titkárnőjét, majd pisztollyal hadonászott Betori felé, mielőtt elmenekült. Betori és más szemtanúk azt mondták, hogy nem tudták értelmezni, mit mondott vagy mit akart a fegyveres, miközben a fegyverrel Betori felé intett.
2011. december 10-én a Kultúra Pápai Tanácsa tagjává nevezték ki ötéves, megújítható időszakra.
2012. január 6-án Benedek pápa bejelentette, hogy Betorit bíborossá kívánja kreálni a február 18-i konzisztóriumon, ahol a San Marcello templomot jelölték ki címtemplomául. 2012. április 21-én a Tanulmányi Intézetek Katolikus Nevelésügyi Kongregációja és a Kultúra Pápai Tanácsa tagjává nevezték ki. 2014. május 17-én Ferenc pápa a Világiak Pápai Tanácsa tagjává nevezte ki.
Egyike volt azoknak a választó bíborosoknak, akik részt vettek a 2013-as konklávén, amelyen Ferenc pápát megválasztották.
Ferenc pápa 2024. április 18-án elfogadta lemondását firenzei érseki tisztségéről.

## Címer
|  | Jelmondata: DEO ET VERBO GRATIAE Istennek és a kegyelem szavának (ApCsel 20,32) |